# Coroiești
Coroiești è un comune della Romania di 2 286 abitanti, ubicato nel distretto di Vaslui, nella regione storica della Moldavia. 
Il comune è formato dall'unione di 7 villaggi: Chilieni, Coroiești, Coroieștii de Sus, Hreasca, Mireni, Movileni, Păcurărești.